# Туризм в Приморском крае
Туризм в Приморском крае отличает влияние моря, наличие горных рек, богатство флоры и фауны. Здесь расположены пляжи и базы отдыха на побережье Японского моря.

## Виды туризма

### Экотуризм
По оценкам ученых, в Приморье имеется более 520 уникальных природных объектов (озёра, водопады, древние потухшие вулканы, пещеры).
Важное значение имеют национальные парки «Зов тигра», «Удэгейская легенда», туристический кластер «Пидан», действует Палеодеревня, строится русский исторический парк «Изумрудная долина».
В крае расположено 6 государственных природных заповедников (Сихотэ-Алинский биосферный, Лазовский им. Л. Г. Капланова, Уссурийский им. В. Л. Комарова, Ханкайский, единственный в России Дальневосточный морской, «Кедровая Падь»).

#### Почётный знак «Приморский барс»
Для популяризации спортивного туризма Приморской краевой федерацией туризма в 2008 году было утверждено положение о почётном знаке «Приморский барс», который выдаётся за покорение 10 основных вершин Приморского края.

### Оздоровительный туризм
Шмаковские источники минеральных вод (пос. Горные Ключи) по своим лечебным характеристикам не уступают Минеральным Водам.

### Горнолыжные базы
Расположены на севере (Светлогорье, Восток), в центральной части (Арсеньев) и на юге Приморского края (Анисимовка, Владивосток, Лукьяновка, Партизанск, Сергеевка, Штыково).

## Статистика
В 2010 году в Приморском крае по оценочным данным объём внутреннего туризма составил порядка 740 тыс. туристских поездок. На территории края действует более 200 баз отдыха, 191 гостиница, 23 санаторно-курортных учреждения. Туристскими организациями Приморского края разработано более 300 маршрутов различной направленности. По данным Ростуризма в 2009 году международный туристский поток составил 2,5 % всего въездного потока в Россию или 67,9 тыс. человек и 49,7 % потока в Дальневосточный федеральный округ.

## Зарубежные представительства
В крае работают 17 консульств зарубежных стран: генеральные консульства США, Республики Корея, КНДР, Японии, Вьетнама, Индии, представительство генерального консульства КНР в Хабаровске, почётные консульства Австралии, Канады, Филиппин, Новой Зеландии, Таиланда, Бангладеш, Германии, Великобритании.